# ديبرا أديليد
ديبرا أديليد (بالإنجليزية: Debra Adelaide)‏ (1958)؛ روائية أسترالية.